# A Karim Na Sala
A Karim Na Sala es una película del año 1991.

## Sinopsis
Karim tiene 12 años. Vive con su madre Aisha y su tío Issa. Después de la misteriosa desaparición de su marido, Aisha no tuvo más remedio que casarse con el tiránico tío de Karim. El niño labra el campo, vende pollos y calabazas en los mercados. La vida sigue hasta que un buen día, Sala llega al pueblo de Karim para las vacaciones. Sala tiene 12 años y lleva una vida fácil en la ciudad. A pesar de las diferencias sociales y de su corta edad, los dos niños aprenderán a quererse.

## Elenco
- Noufou Ouedraogo
- Roukiétou Barry
- Sibidou Ouedraogo
- Hyppolite Wangrawa
- Omar Coulibaly